# SpongeBob - Il film
SpongeBob - Il film (The SpongeBob SquarePants Movie) è un film d'animazione del 2004 diretto da Stephen Hillenburg (qui anche come co-sceneggiatore), Mark Osborne e Sherm Cohen prodotto da United Plankton Pictures. È basato sulla celebre serie animata ed è stato realizzato in tecnica mista: principalmente in animazione tradizionale ma con alcuni sfondi e sequenze dal vivo.

## Trama
Un gruppo di pirati, guidato da Patchy il Pirata e Potty il pappagallo, sta navigando in mezzo al mare quando uno di loro porta sulla nave una cassa del tesoro con all’interno dei biglietti per SpongeBob - Il film. La ciurma, intonando la sigla del cartone, si reca entusiasta al cinema più vicino a bordo della loro nave, occupando i posti in prima fila.
A Bikini Bottom, città situata nelle profondità dell’Oceano Pacifico, è il grande giorno dell’inaugurazione del Krusty Krab 2, fatto costruire dal suo capo Mr. Krabs sulla scia del successo del locale originale. I clienti sono in subbuglio e Mr. Krabs a fatica riesce a contenerli: SpongeBob arriva e a furor di popolo viene acclamato manager del nuovo locale. Tutto questo è solo un sogno: nella vita reale Mr. Krabs deve effettivamente aprire il Krusty Krab 2 e dovrà decidere chi ne sarà il direttore, che sarà annunciato durante l’evento di apertura del locale che si terrà quella mattina. SpongeBob è convinto che sarà lui ad essere scelto per la sua assoluta dedizione al lavoro, per cui, dopo aver avvertito il suo migliore amico Patrick della sicura promozione, si reca al nuovo ristorante dove ha inizio l’inaugurazione. Momento culminante della cerimonia è l’annuncio del nome del manager, che viene individuato in Squiddi. SpongeBob, inizialmente incredulo, si allontana sconsolato dal luogo dopo che Mr. Krabs gli ha spiegato che non è stato lui ad essere scelto poiché è soltanto un “ragazzino”. 
Plankton, intanto, è frustrato dal successo del suo concorrente Krabs, dato che lui in tutti questi anni non è mai riuscito a impadronirsi di ciò che fa la sua fortuna: la formula segreta del Krabby Patty. Plankton afferma di aver provato tutti i suoi piani per rubare la formula, dalla A alla Y, tutti falliti miseramente. La sua fedele compagna robot Karen gli fa notare che dopo la Y c'è la Z, lettera di cui lo stesso Plankton ignorava l’esistenza: una volta letto, questi si esalta sostenendo che il piano Z non può fallire per nessuna ragione al mondo e si mette subito all’opera.  
Il piano consiste nel rubare la corona di re Nettuno, sovrano assoluto di tutti i mari, e far ricadere la colpa su Mr. Krabs. In quel modo Krabs verrebbe ucciso e Plankton riuscirebbe con estrema facilità a rubare la formula. A palazzo, intanto, il re dei mari, sovrano eccessivamente autoritario e narcisista, vorrebbe giustiziare l’addetto alla pulizia della sua corona solamente per averla toccata. Sua figlia, la principessa Mindy, ragazza compassionevole, altruista e gentile, si lamenta con lui per la troppa severità nel giudicare le persone: suo padre le ricorda l’alto significato simbolico che riveste la corona reale, e che un giorno sarà lei a doverla indossare. Per il re, oltre che simboleggiare il potere sugli Oceani, la corona rappresenta l’unica “protezione” dalla sua calvizie. Quando Nettuno si accorge della sua sparizione, si mette a urlare disperatamente. 
Per placare la delusione della mancata nomina a manager, SpongeBob si è intanto recato nel suo locale preferito, il Goofy Goober. Qui incontra Patrick il quale, per consolarlo, gli offre una coppa di gelato. I due passeranno l’intera serata mangiando un'infinità di gelati, finendo per accasciarsi a terra privi di sensi. Il mattino seguente, SpongeBob si risveglia completamente ubriaco nel locale, mentre la depressione per la mancata promozione si tramuta in una profonda rabbia nei confronti di Mr. Krabs. 
Nel mentre, Nettuno si reca al Krusty Krub accusando Mr. Krabs di aver rubato la sua corona, anche grazie a un biglietto (in realtà scritto da Plankton) in cui, autoaccusandosi del furto, dichiarava di aver spedito il prezioso oggetto in una località chiamata Shell City. Il sovrano si accinge a giustiziarlo quando all'improvviso appare un ubriaco SpongeBob, che, invece di intervenire scagionando Mr. Krabs, sparla di lui rinfacciandogli la mancata nomina a manager. Quando capisce che il suo capo rischia la vita, però, torna in sé e prega re Nettuno di dargli una possibilità di ritrovare la sua corona. Il re, inizialmente scettico, deride SpongeBob affermando che da Shell City nessuno è mai tornato vivo. Dopo le pressioni della principessa Mindy, tuttavia, acconsente, dando come tempo massimo sei giorni durante i quali Mr. Krabs rimarrà congelato all’interno del Krusty Krab.  
La principessa avverte SpongeBob, che compirà il viaggio insieme a Patrick, delle molte insidie che avrebbe incontrato durante il tragitto, tra le quali un Ciclope Gigante che sorveglia Shell City e si nutre delle vittime che riesce a catturare; poi consegna una speciale borsa, contenente tutti i venti conosciuti, con la quale i due, semmai dovessero compiere con successo la missione, possano ritornare sani e salvi a casa. SpongeBob e Patrick, dopo aver promesso a Mr. Krabs di salvargli la vita, salgono sulla speciale macchina del Krusty Krab, la Patty Mobile, iniziando la loro ricerca della corona. Dopo che i due hanno lasciato il locale, Plankton entra al Krusty Krab e ruba pressoché indisturbato la formula segreta del Krabby Patty sotto gli occhi impotenti di Mr. Krabs, che non può far altro che versare una lacrima che successivamente si ghiaccia. 
Non appena superato il confine di Bikini Bottom, un bandito ruba la Patty Mobile di SpongeBob e Patrick: dopo un lungo cammino riescono a trovarla fuori da un pub malfamato pieno di criminali e assassini, il Thug Tug, e a riprenderla approfittando di una rissa. Intanto, a Bikini Bottom, Plankton sta preparando e vendendo i Krabby Patty al suo fast food, il Chum Bucket, regalando ai clienti un cappello a forma di secchiello in omaggio. Squiddi, insospettito dal suo strano comportamento, lo affronta e gli dice che ha scoperto il suo piano e che intende riferirlo a Re Nettuno. Plankton allora attiva un trasmettitore: i secchielli si rivelano essere dei congegni che controllano la mente di chi li indossa. In questo modo, tutti gli abitanti della città vengono impiegati come schiavi dallo stesso Plankton.
SpongeBob e Patrick nel frattempo si trovano in una zona ricoperta di ossa e teschi, dove però trovano un chiosco di gelati gratis. Ingannati dall'aspetto innocente della vecchietta che lo gestisce, si avvicinano, ma in realtà sia il chiosco che la vecchietta sono l'interno della bocca di un enorme mostro. Riescono a sfuggirgli, ma il mostro, dopo aver divorato la macchina, viene a sua volta divorato da un mostro ancora più grande sbucato da un burrone pieno di creature pericolose. Scoraggiati, i due amici stanno per tornare indietro, arrendendosi al fatto che sono solo dei ragazzini, quando arriva la principessa Mindy, che ha preso a cuore la loro missione, e con una conchiglia gli mostra che Plankton ha preso il controllo di Bikini Bottom e Re Nettuno non fa niente. Ciò fa disperare ancora di più SpongeBob e Patrick; con l'inganno, Mindy li convince di averli fatti diventare uomini con la sua "magia di sirena", usando delle alghe come baffi.
Così, fiduciosi, attraversano il burrone cantando. Arrivati dall'altra parte però incontrano Dennis, un sicario assoldato da Plankton apposta per ucciderli. Questi sta per schiacciarli quando viene a sua volta schiacciato da un grosso piede, che si rivelerà essere il Ciclope Gigante, un uomo con la tuta da palombaro, che cattura SpongeBob e Patrick e li porta nel suo negozio in superficie - dove si trovano tanti altri animali catturati in precedenza e ora trasformati in souvenir - chiamato appunto Shell City. I due vengono messi sotto una lampada ad essiccare, scorgendo la stessa corona di Re Nettuno: sul punto di morire disidratati cantano insieme la canzone di Goofy Goober. Le loro lacrime, però, scivolano lungo il filo della corrente e entrano nella presa, causando un corto circuito. Il fumo prodotto attiva l'impianto antincendio, che salva loro la vita. I due riescono a prendere la corona, ma vengono scoperti dal palombaro. Improvvisamente gli scaffali del negozio iniziano a tremare. L’acqua, infatti, riporta in vita tutti gli altri animali che attaccano il loro rapitore, sconfiggendolo. SpongeBob e Patrick escono da Shell City con la corona finalmente tra le mani e si accingono a ritornare a Bikini Bottom utilizzando la borsa consegnatagli da Mindy. A causa di un equivoco, però, Patrick combina un guaio perdendo la borsa. Subito appare davanti a loro David Hasselhoff, che scorta i due amici nuotando veloce come un motoscafo, fino alle porte della città. Mentre viaggiano aggrappati alla sua schiena, però, ricompare Dennis, intenzionato ad ottenere la sua vendetta. Fortunatamente i due amici riescono ad evitare il suo attacco, e il sicario si schianta contro una barca. Arrivati nei pressi dell’isolotto proprio sopra Bikini Bottom, David letteralmente spara i due amici facendoli precipitare. 
Sono intanto scaduti i sei giorni di tempo concessi da Nettuno per recuperare la sua corona e il sovrano arriva al Krusty Krab per giustiziare Mr. Krabs. Mindy cerca in ogni modo di prendere tempo per salvare la vita a Mr. Krabs, ma tutti i tentativi sono vani. Proprio un attimo prima che Nettuno uccida Krabs col suo tridente, improvvisamente atterrano SpongeBob e Patrick che, con la corona, bloccano il raggio dell'arma. Plankton però non si dà per vinto ed ipnotizza Nettuno con un altro dei suoi secchielli. Tutti gli abitanti fanno irruzione nel locale e ricevono l’ordine di uccidere SpongeBob, Patrick e Mindy. A questo punto, però, la spugna inizia a cantare la sigla del Goofy Goober, ballare e suonare la chitarra elettrica, la cui musica distrugge i secchielli e libera gli abitanti di Bikini Bottom e Nettuno dal controllo di questi ultimi. Plankton viene quindi arrestato e condotto in prigione. A Nettuno non resta altro che scongelare Mr. Krabs, chiedendogli scusa per averlo ingiustamente accusato del furto. SpongeBob viene pubblicamente ringraziato dal suo capo e, su iniziativa dello stesso, viene ricompensato ottenendo il posto di manager del Krusty Krab 2 con l'approvazione di tutti i cittadini, Squiddi compreso.
In una scena dopo i titoli di coda, si vedono i pirati che se ne vanno dal cinema una volta terminato lo spettacolo, dopo essere stati intimati ad andarsene da un usciere.

## Distribuzione
Il film è uscito nelle sale cinematografiche statunitensi il 19 novembre 2004, mentre in quelle italiane a partire dal 23 settembre 2005.

## Accoglienza

### Critica
Il film venne accolto con recensioni generalmente positive. Su Rotten Tomatoes il film ha un indice di gradimento del 68% su 100, basato sul parere di 127 recensori professionali.

## Sequel
Nel 2015 è uscito il secondo film sulla serie intitolato SpongeBob - Fuori dall'acqua, mentre nel 2020 è uscito il terzo capitolo ovvero SpongeBob - Amici in fuga.